# Сако (Мејн)
Сако (енгл. Saco) град је у америчкој савезној држави Мејн.

## Демографија
По попису из 2010. године број становника је 18.482, што је 1.66 (9,9%) становника више него 2000. године.
| Група             | 2000.          | 2010.          |
| Белци             | 16.399 (97,5%) | 17.552 (95,0%) |
| Афроамериканци    | 54 (0,3%)      | 125 (0,7%)     |
| Азијати           | 85 (0,5%)      | 313 (1,7%)     |
| Хиспаноамериканци | 97 (0,6%)      | 237 (1,3%)     |
| Укупно            | 16.822         | 18.482         |